# The Smeezingtons
The Smeezingtons este numele unei echipe de producție alcătuită din Bruno Mars, Philip Lawrence și Ari Levine.
Au produs și compus cântece pentru artiști și formații precum Sugababes, Travie McCoy, B.o.B, Brandy Norwood, K'naan, Lil Wayne, Flo Rida, Chad Hugo, Lil Eddie, Bad Meets Evil, Cee Lo Green și alții. Multe cântecele produse au devenit hituri, inclusiv „Nothin' on You” de B.o.B și „Right Round” de Flo Rida, ambele atingand prima pozitie in clasamentele internationale.
Formați inițial după detașarea lui Mars de casa de discuri Motown, The Smeezingtons au contribuit semnificativ la recunoașterea și succesul internațional al lui Mars cu Elektra Records. Din 2011, Philip Lawrence este compozitor la casa de discuri a lui Jay-Z, Roc Nation.

## Premii și nominalizări
| An   | Eveniment                        | Categorie                                | Rezultat   |
| ---- | -------------------------------- | ---------------------------------------- | ---------- |
| 2011 | ASCAP Pop Music Awards           | Compozitori (Ari Levine)                 | Câștigător |
| 2011 | ASCAP Rhythm & Soul Music Awards | Cea Mai Bună Piesă Rap: „Nothin' On You” | Câștigător |
| 2011 | Premiile Grammy                  | Producătorul Anului, Non-Clasic          | Câștigător |